# Campeonato da Europa de Atletismo de 2012 - Lançamento de dardo masculino
A prova do lançamento de dardo masculino do Campeonato da Europa de Atletismo de 2012 foi disputada entre os dias 27 e 28 de junho de 2012 no Estádio Olímpico de Helsinque em Helsinque,  na Finlândia. 

## Recordes
Antes desta competição, os recordes mundiais e do campeonato nesta prova eram os seguintes:
|                       | Nome          | Nacionalidade | Distância | Local     | Data                 |
| --------------------- | ------------- | ------------- | --------- | --------- | -------------------- |
| Recorde mundial       | Jan Železný   | Chéquia       | 98m 48cm  | Jena      | 25 de maio de 1996   |
| Recorde do campeonato | Steve Backley | Reino Unido   | 89m 72cm  | Budapeste | 23 de agosto de 1998 |
| Recorde europeu       | Jan Železný   | Chéquia       | 98m 48cm  | Jena      | 25 de maio de 1996   |

## Medalhistas
| Ouro                   | Prata                | Bronze           |
| Vítězslav Veselý (CZE) | Valeriy Iordan (RUS) | Ari Mannio (FIN) |

## Cronograma
Todos os horários são locais (UTC+3).
| Data        | Hora  | Evento       |
| ----------- | ----- | ------------ |
| 27 de junho | 18:15 | Qualificação |
| 28 de junho | 18:45 | Final        |

## Resultados

### Qualificação
Qualificação: Desempenho de 83.00 m (Q) ou os 12 melhores qualificados (q).
| Posição | Grupo | Atleta                 | Nacionalidade        | #1    | #2    | #3    | Resultados | Notas                |
| ------- | ----- | ---------------------- | -------------------- | ----- | ----- | ----- | ---------- | -------------------- |
| 1       | A     | Ari Mannio             | Finlândia            | 77.81 | 84.31 |       | 84.31      | Q,                   |
| 2       | B     | Oleksandr Pyatnytsya   | Ucrânia              | 82.37 | 81.66 | x     | 82.37      | q                    |
| 3       | A     | Igor Janik             | Polónia              | 82.37 | x     | x     | 82.37      | q,                   |
| 4       | B     | Valeriy Iordan         | Rússia               | 82.32 | –     | –     | 82.32      | q,                   |
| 5       | B     | Kim Amb                | Suécia               | 76.78 | 80.69 | –     | 80.69      | q                    |
| 6       | B     | Tero Pitkämäki         | Finlândia            | 77.70 | 80.66 | –     | 80.66      | q                    |
| 7       | B     | Tino Häber             | Alemanha             | 76.25 | 76.67 | 79.86 | 79.86      | q                    |
| 8       | A     | Risto Mätas            | Estónia              | 79.34 | 77.03 | x     | 79.34      | q                    |
| 9       | B     | Andreas Thorkildsen    | Noruega              | 79.34 | –     | –     | 79.34      | q                    |
| 10      | A     | Vítězslav Veselý       | Chéquia              | x     | 78.45 | 79.09 | 79.09      | q                    |
| 11      | A     | Paweł Rakoczy          | Polónia              | 79.02 | x     | x     | 79.02      | q                    |
| 12      | A     | Gabriel Wallin         | Suécia               | 75.83 | 78.66 | 78.89 | 78.89      | q                    |
| 13      | A     | Thomas Röhler          | Alemanha             | x     | 77.95 | 78.89 | 78.89      |                      |
| 14      | A     | Fatih Avan             | Turquia              | 78.27 | x     | 78.31 | 78.31      |                      |
| 15      | A     | Ainārs Kovals          | Letônia              | x     | 76.32 | 71.33 | 76.32      |                      |
| 16      | B     | Mark Frank             | Alemanha             | x     | 72.61 | 75.55 | 75.55      |                      |
| 17      | B     | Bartosz Osewski        | Polónia              | 74.82 | 75.26 | x     | 75.26      |                      |
| 18      | A     | Oleksandr Nychyporchuk | Ucrânia              | 70.54 | 74.91 | 74.35 | 74.91      |                      |
| 19      | A     | Marko Jänes            | Estónia              | 70.99 | 74.74 | 71.71 | 74.74      | Recorde da temporada |
| 20      | B     | Dejan Mileusnic        | Bósnia e Herzegovina | 72.95 | 69.16 | 73.84 | 73.84      |                      |
| 21      | A     | Melik Janoyan          | Armênia              | 69.40 | 66.20 | 72.59 | 72.59      |                      |
| 22      | A     | Matija Kranjc          | Eslovênia            | 72.49 | 70.67 | 70.18 | 72.49      |                      |
| 23      | A     | Zigismunds Sirmais     | Letônia              | x     | 71.02 | 72.42 | 72.42      |                      |
| 24      | B     | Tanel Laanmäe          | Estónia              | 71.87 | x     | 68.94 | 71.87      |                      |
| 25      | B     | Martin Benák           | Eslováquia           | 69.23 | 70.60 | 69.97 | 70.60      |                      |
| 26      | B     | Petr Frydrych          | Chéquia              | 68.31 | x     | 68.88 | 68.88      |                      |
| 28      | B     | Vadims Vasiļevskis     | Letônia              | x     | x     | x     | NM         |                      |
| 28      | B     | Teemu Wirkkala         | Finlândia            | x     | –     | –     | NM         |                      |
| —       | A     | Yervásios Filippídis   | Grécia               | 69.34 | 72.39 | 70.98 | 72.39      | Doping               |

### Final
| Posição           | Atleta               | Nacionalidade | #1    | #2    | #3    | #4    | #5    | #6    | Resultados | Notas           |
| ----------------- | -------------------- | ------------- | ----- | ----- | ----- | ----- | ----- | ----- | ---------- | --------------- |
| Medalha de ouro   | Vítězslav Veselý     | Chéquia       | 74.04 | 83.72 | 74.63 | 78.61 | 83.51 | 77.64 | 83.72      |                 |
| Medalha de prata  | Valeriy Iordan       | Rússia        | 83.23 | x     | 79.92 | –     | –     | 74.63 | 83.23      | Recorde pessoal |
| Medalha de bronze | Ari Mannio           | Finlândia     | 75.93 | 82.17 | x     | 82.63 | x     | 79.04 | 82.63      |                 |
| 4                 | Andreas Thorkildsen  | Noruega       | 81.55 | 78.12 | 77.07 | –     | –     | –     | 81.55      |                 |
| 5                 | Oleksandr Pyatnytsya | Ucrânia       | 81.41 | x     | 78.81 | 80.73 | 80.10 | 77.25 | 81.41      |                 |
| 6                 | Igor Janik           | Polónia       | 79.58 | 81.21 | x     | x     | 79.04 | x     | 81.21      |                 |
| 7                 | Kim Amb              | Suécia        | 77.30 | 79.03 | 73.39 | 67.35 | –     | –     | 79.03      |                 |
| 8                 | Gabriel Wallin       | Suécia        | 71.76 | 77.18 | 74.61 | 73.26 | 74.43 | 76.42 | 77.18      |                 |
| 9                 | Tino Häber           | Alemanha      | 71.87 | 76.11 | 74.25 |       |       |       | 76.11      |                 |
| 10                | Risto Mätas          | Estónia       | 75.85 | 72.92 | 74.48 |       |       |       | 75.85      |                 |
| 11                | Tero Pitkämäki       | Finlândia     | 74.89 | x     | 74.10 |       |       |       | 74.89      |                 |
| 12                | Paweł Rakoczy        | Polónia       | x     | 70.93 | x     |       |       |       | 70.93      |                 |

Legenda
| Recorde mundial       | Recorde mundial (World record)               |                       | Recorde africano                      | Recorde africano (African) |                                           | Q | Classificado por posição (Qualified) |
| Recorde do campeonato | Recorde do campeonato (Championship record)  | Recorde da América    | Recorde da América (Americas)         | q                          | Classificado por melhor tempo (Qualified) |   |                                      |
| Melhor marca do ano   | Melhor marca do ano (World leading)          | Recorde asiático      | Recorde asiático (Asian)              | DNS                        | Não largou (Did not start)                |   |                                      |
| Recorde nacional      | Recorde nacional (National record)           | Recorde europeu       | Recorde europeu (European)            | DNF                        | Não terminou (Did not finish)             |   |                                      |
| Recorde pessoal       | Recorde pessoal do atleta (Personal best)    | Recorde da Oceania    | Recorde da Oceania (Oceania)          | DSQ / DQ                   | Desclassificado (Disqualified)            |   |                                      |
| Recorde da temporada  | Recorde da temporada do atleta (Season best) | Recorde sul-americano | Recorde sul-americano (South America) | NM                         | Sem marca (No mark)                       |   |                                      |